# M. Vasalis
M. Vasalis, pseudonyme de Margaretha Droogleever Fortuyn-Leenmans, née le 13 février 1909 à La Haye et morte le 16 octobre 1998 à Roden, est une poétesse et romancière néerlandaise. Bien qu'elle n'ait publié que trois ouvrages durant sa vie, elle est l'une des poétesses néerlandaises les plus lues dans son pays.

## Carrière
Avant de se lancer dans la l'écriture, elle étudie la médecine et l'anthropologie et devient pédopsychiatre. Parmi ses patients, on trouve le poète Jan Arends (nl) et le romancier Gerard Reve.
Elle choisit son pseudonyme de femme de lettres en hommage à son père, professeur d'histoire. En effet, celui-ci avait publié des poèmes sous le nom de Vasal, qui signifie « emprunteur » en latin. Elle choisit donc Vasalis, qui signifie « du prêteur ».
M. Vasalis passe neuf mois en Afrique du Sud, où se déroule sa première nouvelle publiée, Onweer, parue en 1940. L'année suivante, le recueil de poèmes Parken en woestijnen lui vaut le Prix Lucy B. et C.W. van der Hoogt (nl).
Après la publication de Vergezichten en gezichten en 1951, elle est attaquée dans les journaux par l'écrivain Rudy Kousbroek dans le magazine Vomit. C'est l'une des seules fois où elle s'implique dans un débat littéraire. Elle est à l'époque membre du comité du rédaction du magazine Libertinage, qu'elle quitte en 1953 à la suite de polémiques. L'année suivante, un premier recueil de 58 poèmes est publié par les éditions GA van Oorschot après qu'elle a rompu avec son précédent éditeur, ayant découvert qu'il avait travaillé avec Jan de Vries, collaborateur de l'Allemagne nazie. C'est le dernier recueil de poèmes publié de son vivant.
En 1962, le journaliste Hans Gomperts lui propose une interview télévisée mais elle refuse, considérant ne pouvoir « répondre à une question honnêtement ».
En 1982, elle demande à l'éditeur Geert van Oorschot de détruire toutes les lettres et poèmes qu'elle lui a envoyés depuis le début de leur collaboration. Cette correspondance est finalement publiée en 2009.
Après son décès paraît un recueil de poèmes intitulé De oude kustlijn, une compilation de textes inédits.
M. Vasalis meurt le 16 octobre 1998 à Roden et est enterrée au cimetière de Zorgvlied à Amsterdam.
En 2018, l'actrice Nettie Blanken monte une pièce sur sa vie avec l'aide du groupe Van der Vlugt & Co, basant son texte sur la biographie de l'auteure écrite par Maike Meijer.

## Œuvre
S'intéressant aux choses ordinaires, elle leur donne une signification universelle ce qui, pour certains, la rapproche du mysticisme.
Vergezichten en gezichten touche à la nature, à la mer, à l'amour mais aussi le chagrin comme dans le texte « De vogel Phoenix », qui parle de son fils Dicky, mort à l'âge de deux ans. Ce texte est régulièrement lus lors de funérailles aux Pays-Bas,.
Une partie de ses manuscrits sont conservés au Musée de la Littérature (en) à La Haye.

### Collections de poèmes
- Parken en woestijnen. Gedichten, 1940
- De vogel Phoenix. Gedichten, 1947
- Vergezichten en gezichten, 1954
- Twee gedichten, 1981[3]

## Distinctions
- 1941 : Prix Lucy B. et C.W. van der Hoogt[2]
- 1974 : Prix Constantijn Huygens[2]
- 1982 : Prix P.C. Hooft[2]